# Молчалине
Молча́лине (Мочалине) — селище Сніжнянської міської громади Горлівського району Донецької області, Україна. Населення становить 659 осіб. На території селища діє залізнична станція Мочалинський. Відстань до Сніжного становить близько 6 км і проходить автошляхом місцевого значення.

## Населення
За даними перепису 2001 року населення селища становило 659 осіб, із них 7,44 % зазначили рідною мову українську та 92,56 %— російську.

## Назва
Місцеве населення та мешканці міста Сніжне використовують назву Мочалине.